# Pfarrkirche Altmünster

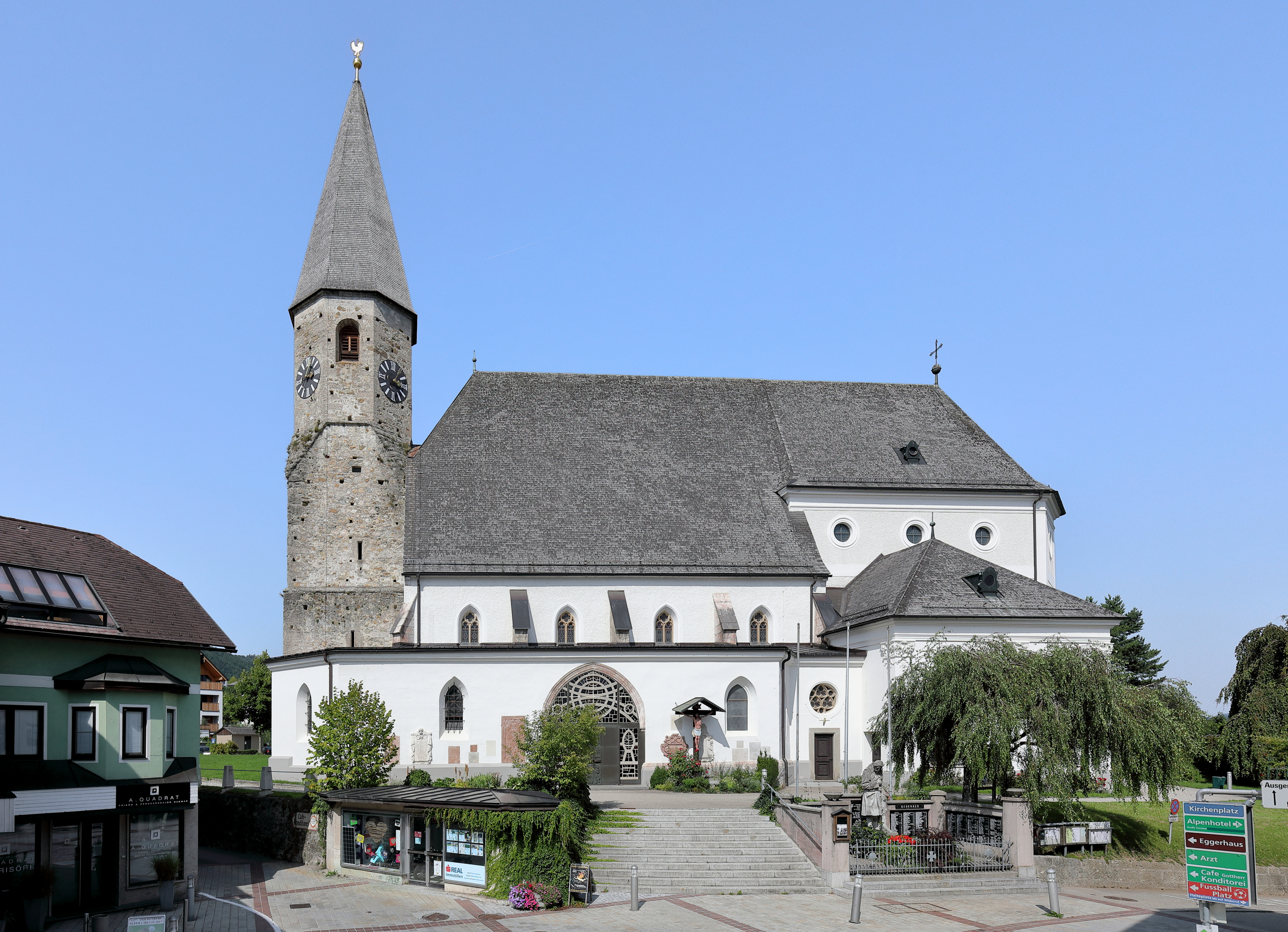
Pfarrkirche Altmünster

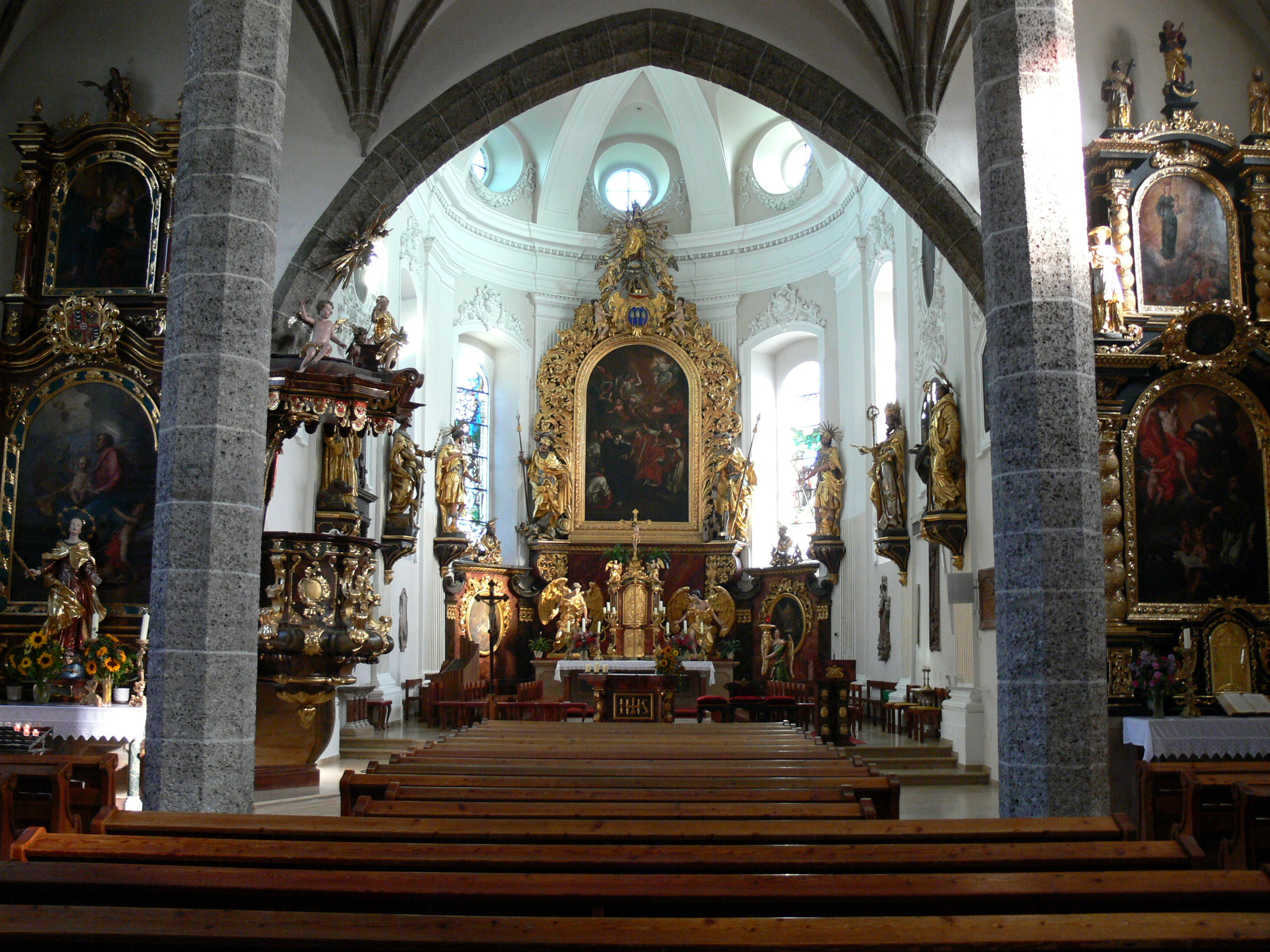
Innenraum

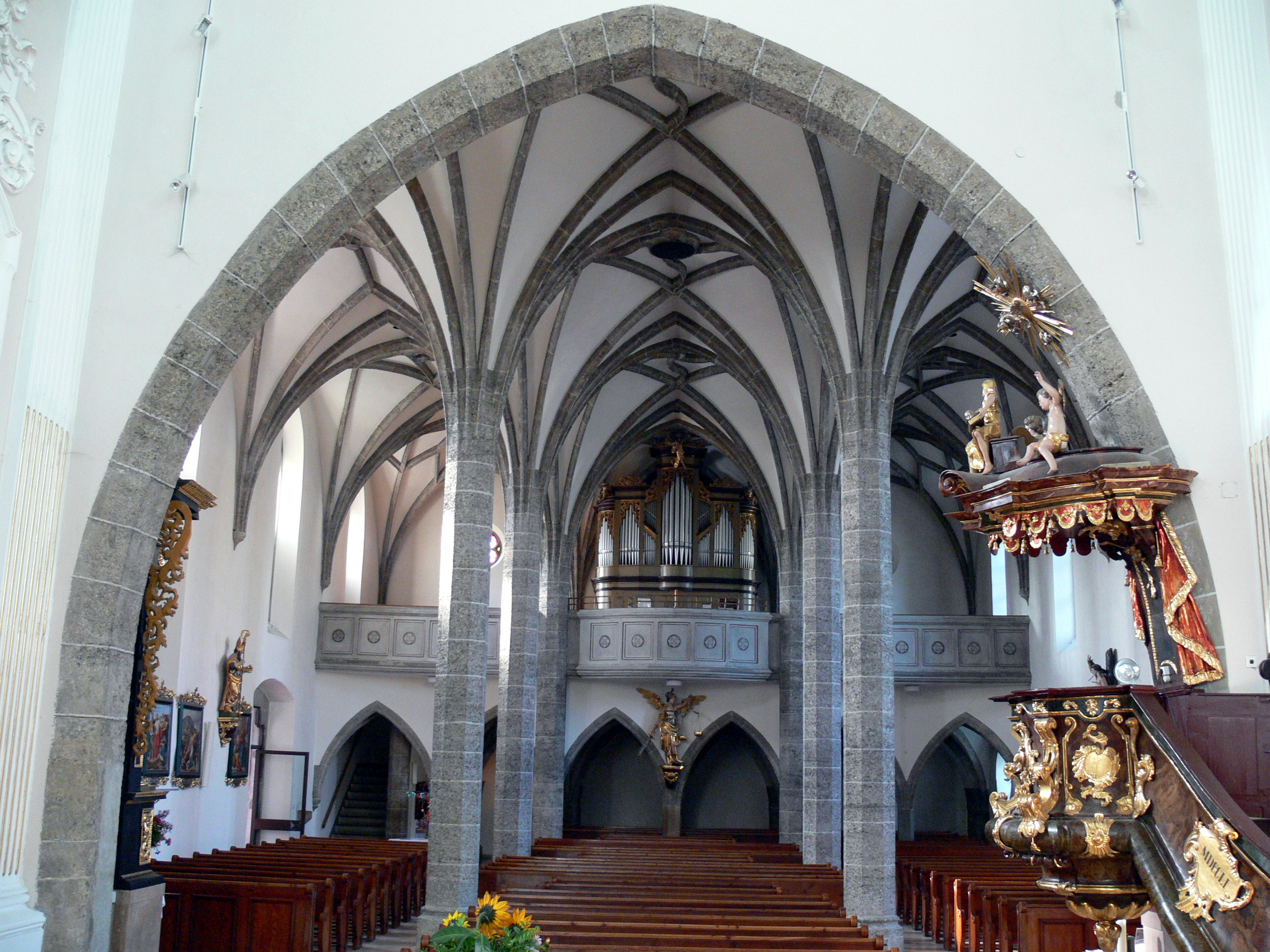
Gewölbe

Die römisch-katholische Pfarrkirche Altmünster ist ein denkmalgeschützter Sakralbau in der Marktgemeinde Altmünster im Bezirk Gmunden in Oberösterreich. Als Pfarrkirche gehört sie zum Dekanat Gmunden der Diözese Linz. Sie steht unter dem Patrozinium des heiligen Benedikt.

## Geschichte
Altmünster ist eine der ältesten Pfarrgemeinden in Oberösterreich. Die Geschichte der Pfarre reicht bis ins 8. Jahrhundert zurück. Zwischen 748  (Kloster Mondsee) und 777 (Kloster Kremsmünster) wurde mit großer Wahrscheinlichkeit eine Benediktinerabtei gegründet. Im Jahr 909 wird das Kloster Altmünster in einer Urkunde erwähnt. Spätestens 955 wurde das Kloster aufgelassen, aus der Abtei wurde eine Pfarre.
Um das Jahr 1150 wurde anstelle der Abteikirche eine romanische Kirche gebaut, von der das Taufbecken und der 45 Meter hohe Kirchturm erhalten sind. 1269 wurde die Pfarrkirche in einer Schenkungsurkunde erwähnt.
In der zweiten Hälfte des 15. Jahrhunderts (1470–1480) wurde an den romanischen Turm eine dreischiffige gotische Hallenkirche mit Netzrippengewölbe angebaut. Bis zum Jahr 1530 kamen noch drei Kapellen hinzu, Tauf- oder Marienkapelle, Beicht- oder Annakapelle und die Allerheiligenkapelle.
Mitte des 16. Jahrhunderts hielt in den Orten des Salzkammergutes die Reformation Einzug. In Altmünster waren bis zum Jahr 1599 ausschließlich evangelische Pfarrer tätig, dann setzte die Gegenreformation ein.
Das Presbyterium (Altarraum) wurde um 1625 im Stil der Renaissance errichtet. Die kirchenrechtliche Verbindung der Pfarre Altmünster mit den Dominikanerinnen von Imbach wurde 1764 gelöst, Altmünster kam zur Diözese Passau. 1785 wurde Altmünster der Diözese Linz eingegliedert. Für viele Jahre bestand ein Dekanat Altmünster.

## Kirchenbau
Kirchenäußeres
Der massige Westturm im Stil der Romanik hat einen achteckigen Aufsatz mit Pyramidenhelm. Im oberen Turmgeschoß befinden sich vier romanische Rundbogenfenster als Schallöffnungen. An den Toren der Kirche (alle schulterbogig) sind Steinmetzzeichen angebracht. Die beiden Bronzetore wurden 1974 nach dem Entwurf von Peter Dimmel geschaffen.
Kircheninneres
Die weiträumige spätgotische Hallenkirche ist mit barockem, stark überhöhtem Chor ausgestattet. Das Langhaus im Stil der Spätgotik ist dreischiffig und vierjochig, um 1470. Das Sternrippengewölbe ist tief herabgezogen. Der abgesetzte, stichkappentonnengewölbte Chor weist einen 3/8-Schluss auf und wird um 1625 datiert.
Die Marienkapelle (auch: Frauenkapelle) ist gotisch und zweijochig mit 3/8-Schluss, das Tor mit 1473 bezeichnet, davor eine sternrippengewölbte Vorhalle. Östlich der Marienkapelle steht die Allerheiligenkapelle, eine ehemalige Taufkapelle. Sie wird auf 1508 datiert und ist zweijochig mit 3/8-Schluss ausgeführt. Westlich der Vorhalle ist die Beichtkapelle (ehemalige Anna- oder Totenkapelle). Die Beichtkapelle wurde 1490/97 erneuert und hat ein gotisches Tor zur Vorhalle.

## Kirchenausstattung

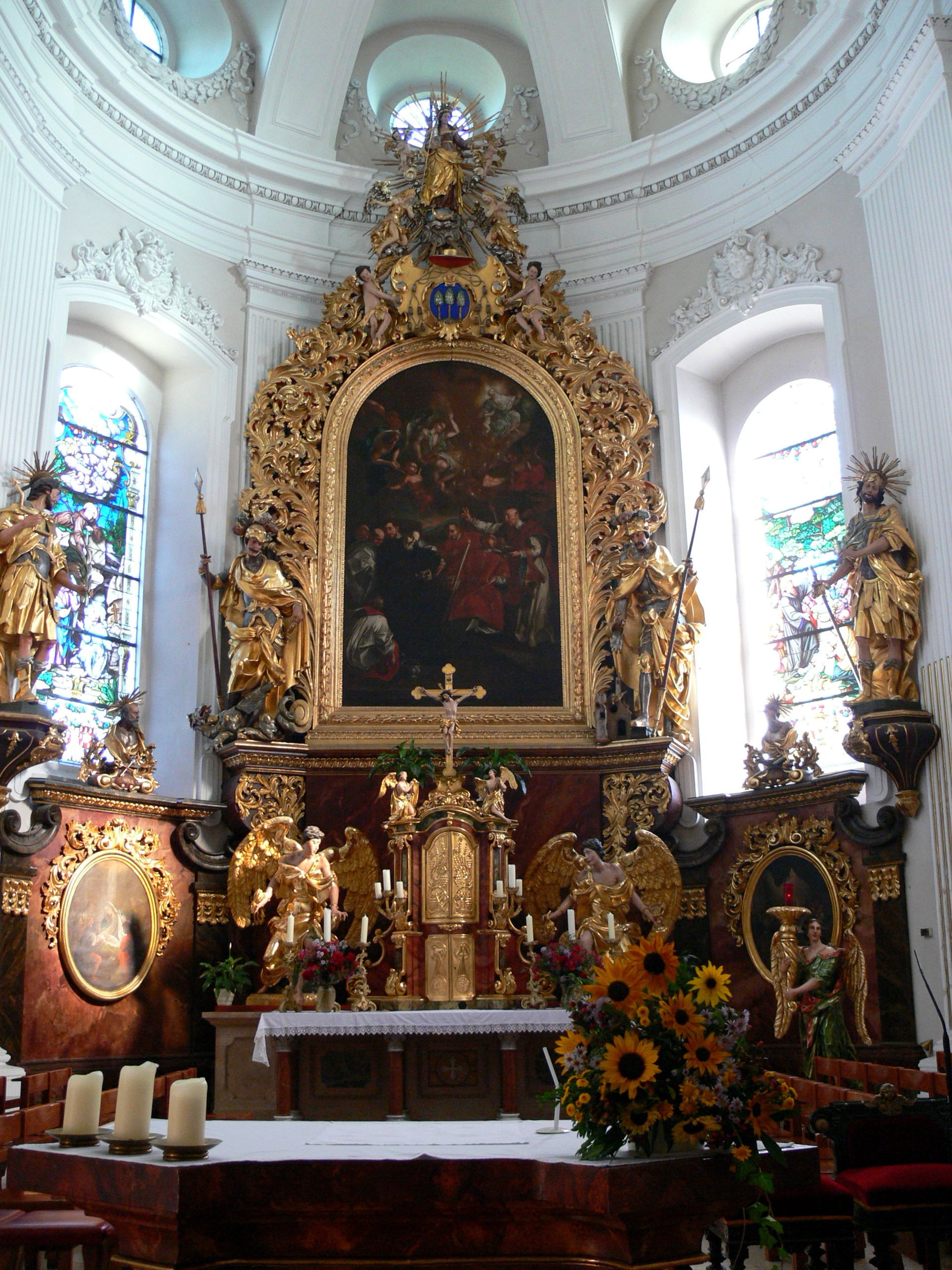
Hochaltar

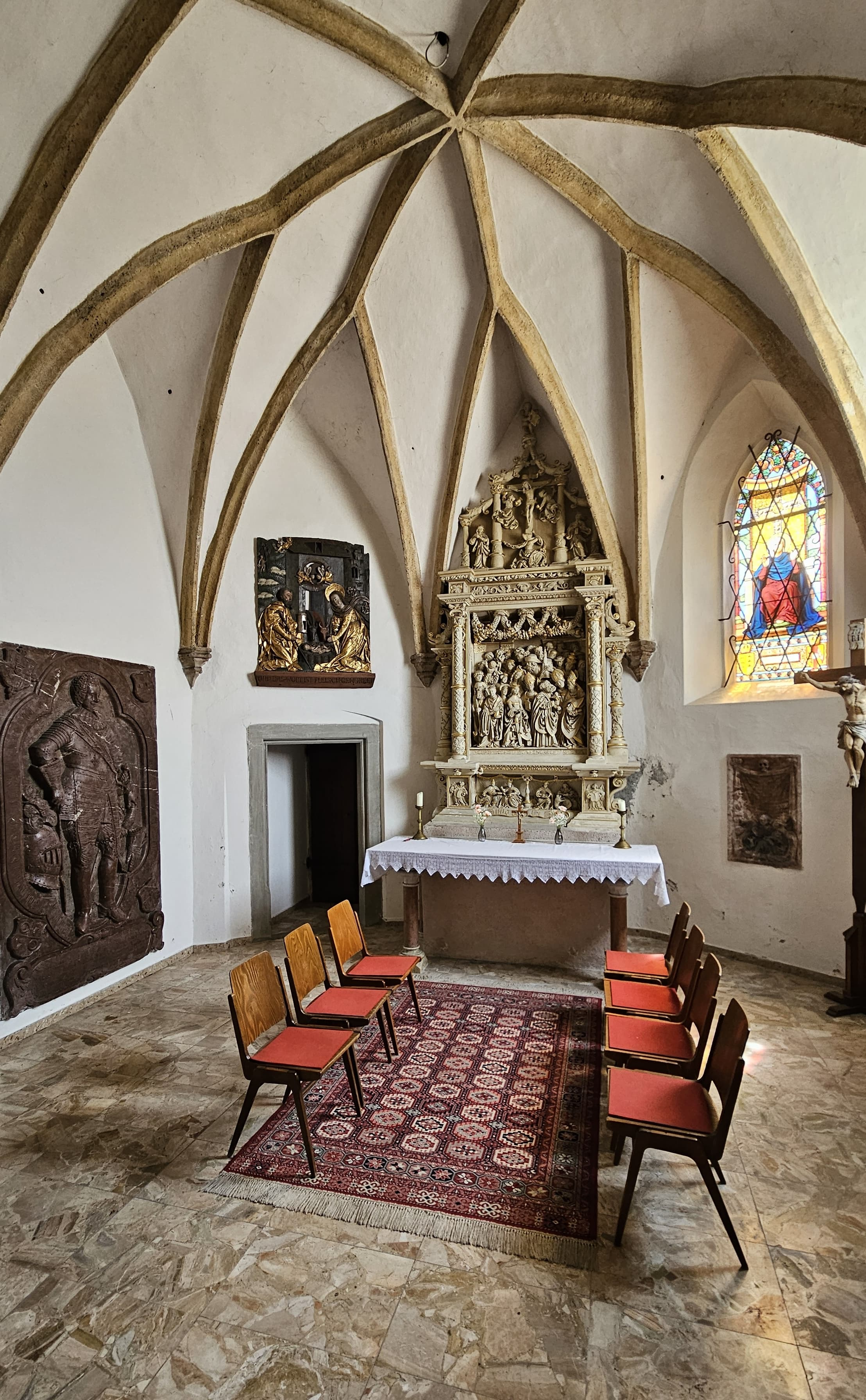
Allerheiligenkapelle mit Epitaph des Grafen Adam von Herberstorff

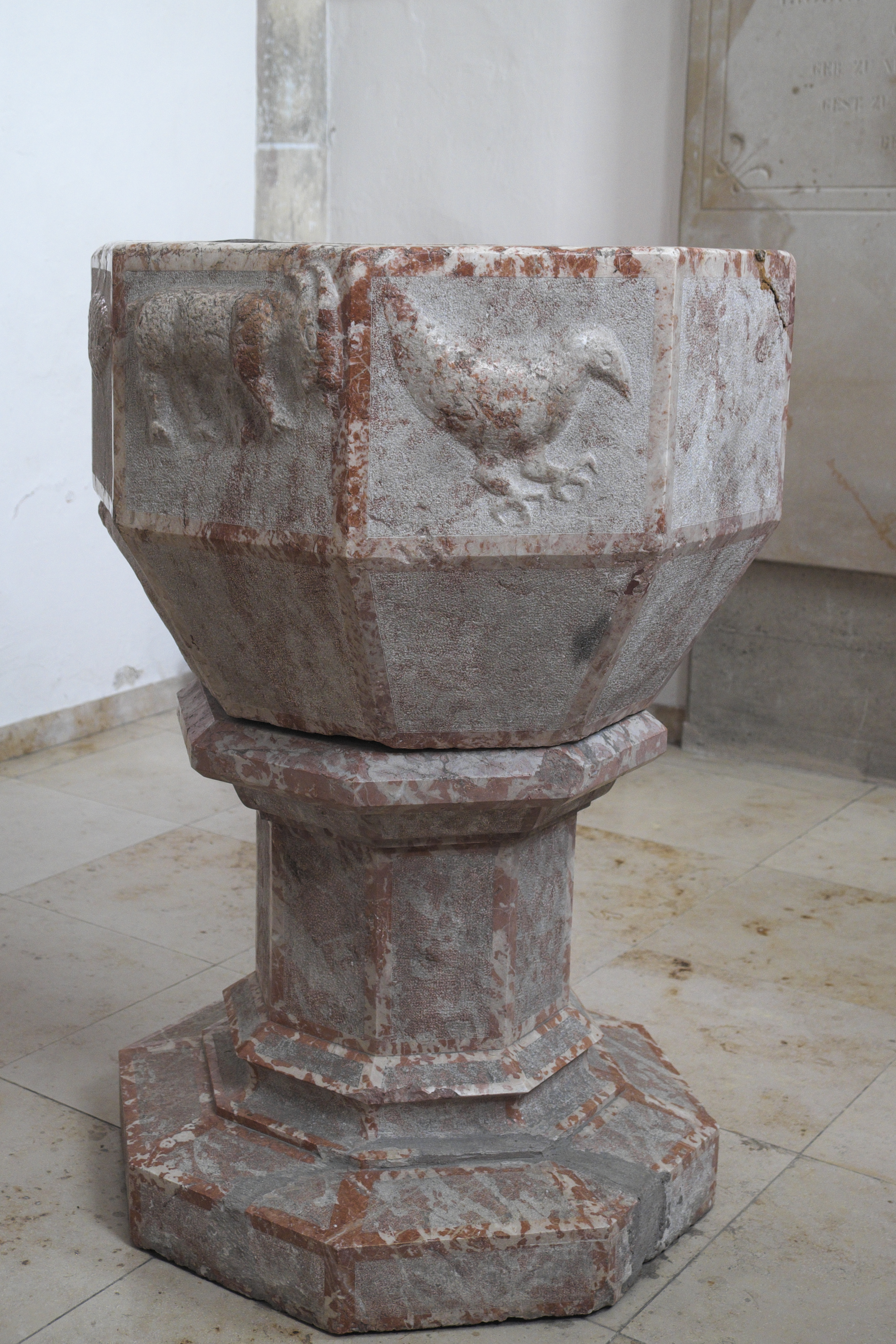
Romanisches Taufbecken

### Altäre und Kanzel
Ein 1690 fertiggestellter Hochaltar wurde 1897 wegen Wurmschäden abgetragen und durch einen neugotischen ersetzt. Im Jahr 1937 wurden die vorhandenen Reste des „alten“ Hochaltars wieder aufgebaut, Altartisch und Tabernakel blieben neugotisch. Das Gemälde Tod des hl. Benedikt ist auf 1636 bezeichnet. Die Statuen hl. Georg und hl. Florian sowie zwei kniende Engel sind von Michael Zürn d. J., um 1690.
Der linke Seitenaltar in barocker Form (Josefi-Altar) zeigt ein Bild von Hugo Löffler von 1903. Der rechte Seitenaltar (Johannes-von-Nepomuk-Altar) hat ein Gemälde Verherrlichung des hl. Johannes von Johann Karl von Reslfeld, 1697, und Statuen in der Art des Thomas Schwanthaler.
Die Rokoko-Kanzel ist aus dem Jahr 1751. Die Statuen im Chor entstanden um 1905.
Der Altar in der Allerheiligenkapelle datiert auf 1518. Er ist aus verschiedenen Steinteilen und mit einer Masse aus Gips und Sand zusammengefügt. Dieser Allerheiligenaltar (mit Heiligengruppe) vereint die Elemente von Spätbarock und Renaissance. Die Beschaffenheit ist ähnlich wie die der Altäre im Stift Zwettl und in Mauer bei Melk. Des Weiteren befindet sich in der Kapelle das Epitaph des Grafen Adam von Herberstorff mit einem lebensgroßen Reliefportrait.

### Weihnachtskrippe
In der Beicht- oder Annakapelle wird seit 1974 die große Kirchenkrippe ausgestellt. Die Krippe ist eines der beliebtesten Motive zum Nachschnitzen für eine typische Salzkammergut-Weihnachtskrippe. Der Schöpfer der mehr als 60 Figuren war Johann Georg Schwanthaler, im letzten Drittel des 18. Jahrhunderts.

### Orgel
Das Gehäuse der Orgel wurde 1766 von Nikolaus Rummel d. Ä. erbaut, wobei sich seit 1910 ein Orgelwerk von Leopold Breinbauer darin befindet.

### Glocken
Zum Abschluss der Kirchenrenovierung zu Beginn des 21. Jahrhunderts erhielt der Kirchturm sechs neue Bronzeglocken, die am 7. November 2004 geweiht wurden.

### Taufbecken
Das romanische Taufbecken vom Ende des 12. Jahrhunderts ist achteckig. Reliefs auf den Außenflächen zeigen das Brustbild eines Menschen und drei symbolische Tiere. Die Taube steht für die Unschuld, der Bock für die Sünde und der Fisch für das Wasser der Taufe.